# Басковеле (Арђеш)
Басковеле (рум. Bascovele) насеље је у Румунији у округу Арђеш у општини Котмеана. Oпштина се налази на надморској висини од 503 m.

## Становништво
Према подацима из 2002. године у насељу је живело 149 становника, од којих су сви румунске националности.